# Kirmutscheid
Kirmutscheid ist eine kleine Ansiedlung zwischen Müsch im Ahrtal und dem Nürburgring. Die Wohnsiedlung zwischen Trierbach und Wenigbach gehört zur Ortsgemeinde Pomster, Kirche, Pfarrgebäude, Friedhof und die alte Schule in der Schleife des Trierbachs gehören zur Ortsgemeinde Wirft im Landkreis Ahrweiler in Rheinland-Pfalz. Fährt man die Bundesstraße 258 vom Nürburgring in Richtung Müsch so gelangt man nach etwa 11 km in den Ort Kirmutscheid.

## Sehenswürdigkeiten

### Kirche und Pfarrhaus

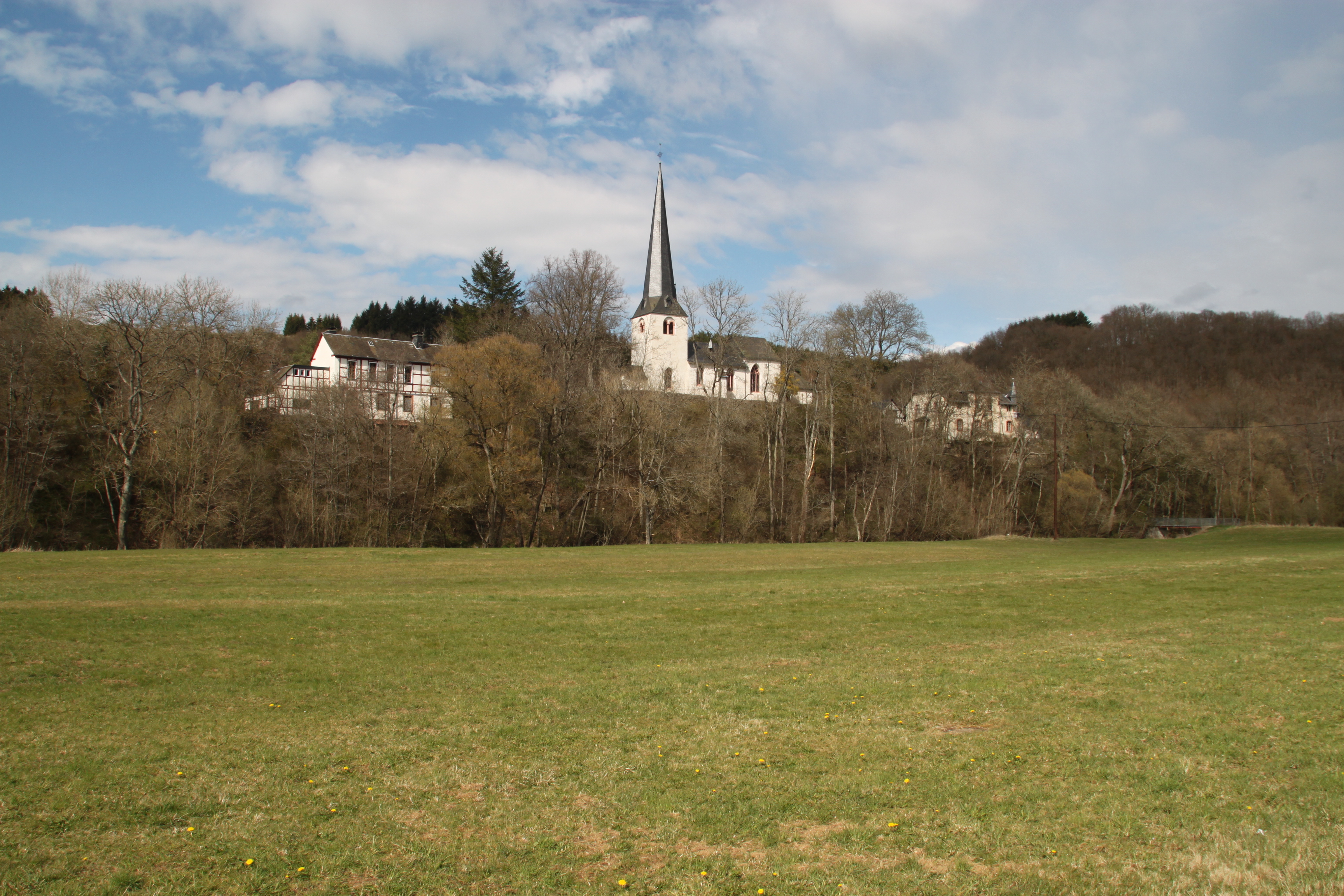
Kirmutscheid mit der katholischen Pfarrkirche St. Wendelinus

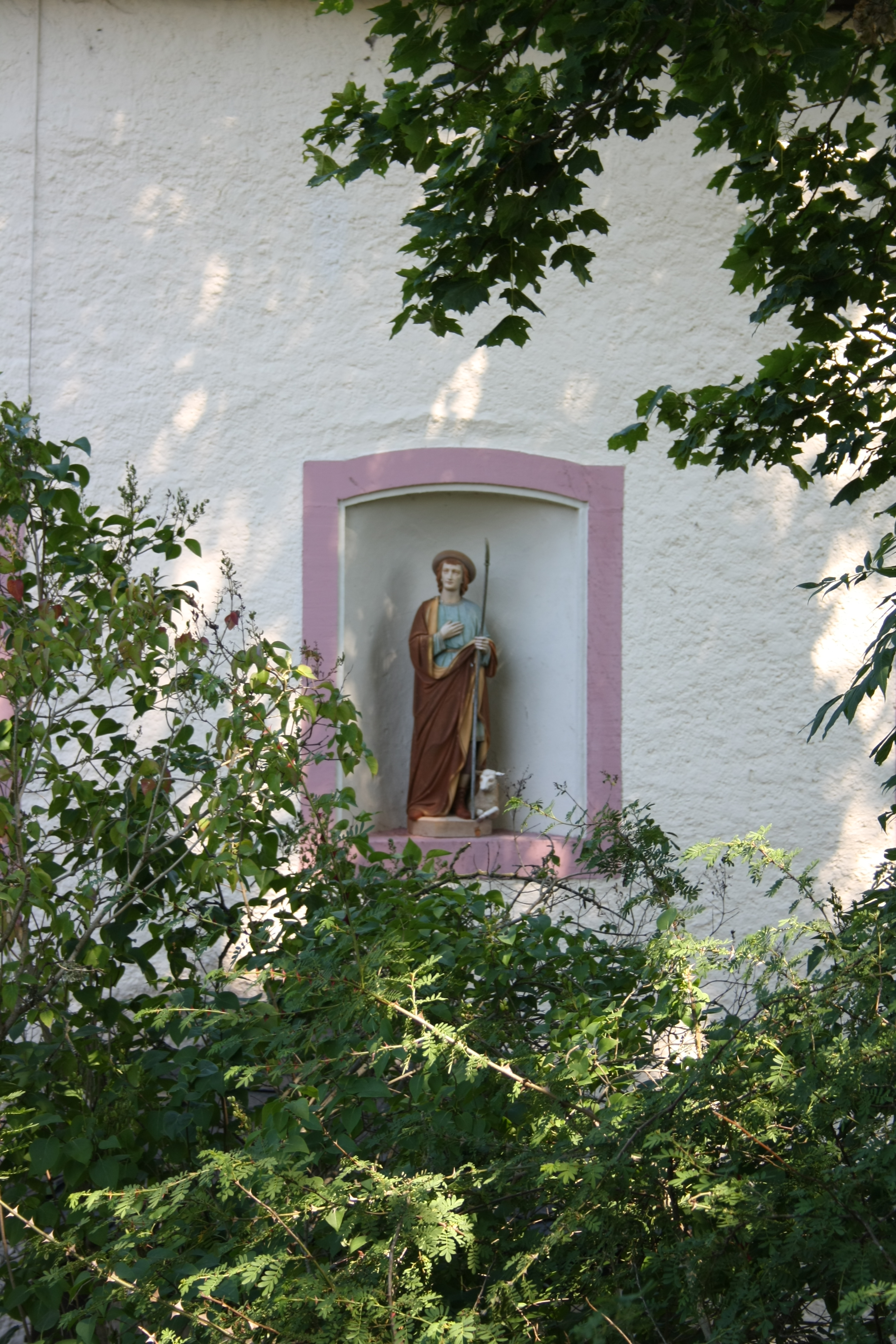
Heiliger Wendelinus am Pfarrhaus

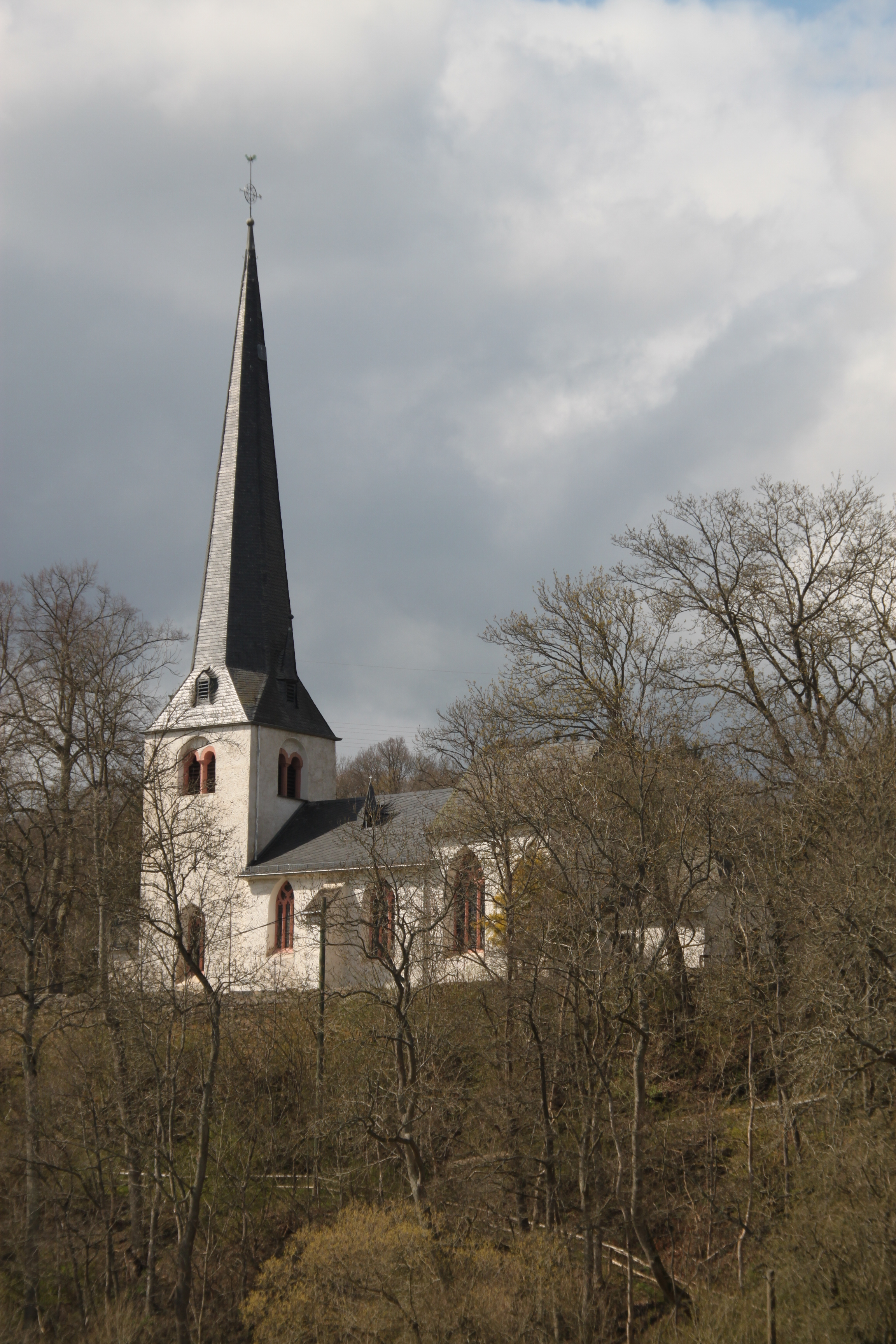
Katholische Pfarrkirche St. Wendelinus

Die Kirche St. Wendelinus ist 1214 von Graf Ulrich von Nürburg erbaut worden. Der Schutzpatron der Kirche ist der hl. Wendelin. Am 20. Oktober, seinem Namensfest, feiert man in Kirmutscheid und in den Filialen Hoffeld und Wirft die Kirmes. Aus diesem Anlass stellte man früher die Monstranz mit den Reliquien des Heiligen aus. Mit dem Pfarrhaus aus dem Jahre 1709 nahm nach der Erbauung erstmals ein Priester seinen Wohnsitz in Kirmutscheid ein.

### Alte Schule
Im Jahre 1829 wurde hier die erste Volksschule für die Kinder von Kirmutscheid, Hoffeld und Wirft erbaut. Auch von dem weiter entfernten Mühlenwirft, wo sich früher außer der Wallfahrtskirche noch ein großer Hof und eine Mühle befanden, besuchten zeitweise Kinder diese Schule. Etwa 15 bis 20 Minuten dauerte der Schulweg von den östlich und westlich gelegenen Dörfern Hoffeld und Wirft. Die Kinder von Hoffeld gingen zuvor in Barweiler zur Schule. Nach Kirmutscheid war der Schulweg aber um die Hälfte kürzer.

## Bedeutung des Ortsnamens
Von der Herkunft bzw. Bedeutung des Ortsnamens Kirmutscheid gibt es verschiedene Versionen. Die Lehrer in der Volksschule Kirmutscheid erklärten den Namen auf folgende Weise. „Kir“ heißt im Dialekt die Kurve (Kehre), womit hier der Bogen bzw. die „Kurve“ gemeint sein dürfte, die der Trierbach um die Kirche macht. Das Wort „mut“ beschreibt danach das Recht, nach Schätzen zu graben. Es kann aber auch Berg heißen.
Schließlich verweist „scheid“ wohl auf die Grenze von Kurköln und Kurtrier, die der Trierbach hier teilweise bildete.